# Гром'як Тарас Олегович
Гром'як Тарас Олегович (нар. 19 березня 1993, с. Геленки Козівського району Тернопільської області) — український футболіст, півзахисник ФК «Тернопіль».

## Клубна кар'єра
Перший тренер — Б. Палюх.
Виступав за ФК «Козова», ФК «Калуш»
Нині — півзахисник ФК «Тернопіль».